# Charles Lindbergh
Charles Augustus Lindbergh (fill) (Detroit, Michigan, 4 de febrer de 1902 – Maui, 26 d'agost de 1974) va ser un aviador i enginyer estatunidenc i activista polític d'extrema dreta proper als moviments feixistes dels Estats Units.

## Biografia
Lindbergh va ser el primer pilot que va travessar l'oceà Atlàntic en un vol sense escales en solitari entre el 20 i el 21 de maig de 1927, a bord del Spirit of Saint Louis (encara que no el primer que va travessar l'Atlàntic sense escales). Abans d'intentar aquest vol, va ser cap de pilots de la Robertson Aircraft Corporation durant sis mesos volant a bord de De Havillandd DH.4. El vol va enllaçar Nova York i París (5860 km.) i va trigar 33 hores i 30 minuts, guanyant amb això el premi Orteig, de 25.000 dòlars de l'època. Quan va intentar el vol ja era un pilot experimentat com a pilot militar, també havia fet nombrosos vols de correu postal a través dels Estats Units.
El 27 de juliol de 1931, juntament amb la seva dona Anne Morrow, van iniciar un vol de Nova York a Tòquio seguint la línia de l'equador terrestre. Un mes després, amb molts contratemps, van amarar a la badia de la capital del Japó.
A causa de les seves idees anti-intervencionistes va ser perseguit per l'administració Roosevelt. Posteriorment, amb Eisenhower es va tornar a incorporar a l'aviació amb el grau de General.
La seva travessa de l'Atlàntic va ser reflectida a la pel·lícula de 1957 L'esperit de St. Louis.